# Istanbul Park
Istanbul Park är en racerbana belägen i Orhanli i Tuzla Tepeören-området utanför Istanbul på den asiatiska sidan i Turkiet. Banan byggdes 2005 och är designad av Hermann Tilke. På Istanbul Park kördes bland annat Turkiets Grand Prix årligen, från 2005 till och med 2011. Andra tävlingsserier som besökte banan, var MotoGP, DTM, Le Mans Series, GP2 Series och World Series by Renault.

## Karakteristik
Banan går moturs, vilket är mycket ovanlig för racerbanor. Endast ett fåtal andra gör det, bland annat Autodromo Enzo e Dino Ferrari i Italien och Autodromo José Carlos Pace i Brasilien. Banan är 5 338 meter lång och med en bredd mellan 13,5 och 21 meter. Till skillnad från många av Tilkes andra banor har Istanbul Park mycket nivåförändringar. Den största utmaningen på banan är kurva åtta, en lång men mycket snabb vänsterkurva med fyra apex som förarna ofta har problem med. Kurvan har blivit jämförd med bland annat Eau Rouge på Circuit de Spa-Francorchamps och 130R på Suzuka International Racing Course. Banan har också blivit jämförd med Spa-Francorchamps. Huvudläktaren kan ta emot 25 000 personer. Om man lägger till naturliga sittplatser och temporära läktare får banan en kapacitet på 155 000 åskådare.